# Rio Taquari (Rio Grande do Sul)
O Rio Taquari é um curso de água do estado do Rio Grande do Sul, no Brasil.
Taquari é um nome de origem Tupi que significa, rio das taquaras ou rio dos bambus. 
O Rio Taquari tem suas nascentes nos municípios de Cambará do Sul e Bom Jesus, no extremo leste do planalto dos Campos Gerais, quando é ainda conhecido como Rio das Antas. Com este nome, o rio faz um percurso de 390 km. 
Nas proximidades do distrito de Santa Bárbara, município de São Valentim do Sul, recebe as águas do rio Carreiro, onde então passa a se chamar propriamente rio Taquari. Deságua no rio Jacuí no município de Triunfo. Com o nome de Taquari, perfaz um percurso de 140 km, totalizando, portanto, uma extensão de 530 km desde seu nascedouro até a foz.
O Rio Taquari é importante para a economia do estado do Rio Grande do Sul. Suas águas drenam um total de 98 municípios. As nascentes do rio situam-se a 29° da latitude sul e 51°30' de longitude leste, na região nordeste do estado. Desce na direção norte-sul até a cidade de Taquari, infletindo após para sudeste até sua foz no rio Jacuí.
O Rio Taquari é afluente do rio Jacuí pela sua margem esquerda. Sua foz localiza-se no PK-56, junto à cidade de São Jerônimo.
No seu percurso, até ao Jacuí, o Taquari-Antas atravessa várias regiões fisiográficas: Campos de Cima da Serra, Encosta Superior do Nordeste, Encosta Inferior do Nordeste e Depressão Central. As altitudes variam de 1 a 2 km no extremo leste, junto à região dos Aparados da Serra, até aproximadamente o nível do mar, na confluência dos rios Taquari e Jacuí.
A área da bacia Taquari-Antas perfaz aproximadamente 27 mil km², correspondendo a cerca de 37% de área total da bacia do Jacuí.
O rio Taquari tem um trecho navegável de 147 km da sua foz à localidade de Muçum. Devido às suas características específicas, este trecho foi dividido em subtrechos com condições peculiares. Da foz a cidade de Taquari a extensão do trecho navegável perfaz 31 km, com profundidade de 3,5m em 90% do percurso.
Da cidade de Taquari à de Arroio do Meio, numa extensão de 68 km, mantém profundidades de 10m em 90% do percurso.
De Arroio do Meio a Muçum, numa extensão de 48 km, somente pode ser navegável nas cheias.
O período de águas altas é de julho a dezembro, e o de águas baixas vai e janeiro a maio. No período de cheias, o rio eleva-se quase três metros em relação as águas baixas.
Da foz até as proximidades da cidade que lhe empresta o nome (PK-87), o rio apresenta excelentes condições de navegação, dispensando, em geral, até mesmo o balizamento. O segmento que exige algum cuidado por parte dos navegantes é aquele compreendido entre a ilha do Pai José (PK-79) e a ilha dos Macacos (PK-81). Esse trecho, por suas características, possibilita navegação franca, inclusive à noite.
A partir de Taquari, até atingir a Barragem de Bom Retiro do Sul (PK-121), numa extensão de 34 km, a hidrovia oferece algumas restrições à navegação inerente ao fato de ter sido implantada artificialmente, através de dragagens, precedidas ou não de derrocamentos, ao longo da maior parte desse estirão. Com calado de 2,50 m, largura dos canais de 30 m em alguns trechos e a sinuosidade do curso d'água não ensejam as mesmas condições de navegação, resultando em limitações ao trânsito noturno de embarcações carregadas, no sentido montante-jusante.
Desde Bom Retiro do Sul até o Porto Fluvial de Estrela, ao longo de um percurso de 22 km, a barragem assegura condições ótimas de navegação, com calado de 3,2 m, sem qualquer necessidade complementar de serviços de regularização ou mesmo de balizamento.

## Principais afluentes
Pela margem esquerda:
- Rio Camisas
- Rio Tainhas
- Rio Lajeado Grande

Pela margem direita:
- Rio Quebra-Dentes
- Rio Turvo-Humaitã
- Rio Carreiro
- Rio Guaporé
- Rio Forqueta
- Rio Taquari-Mirim
- Arroio Sampaio

## Características
A bacia hidrográfica do Taquari-Antas pode ser dividida, segundo critérios geomorfológicos e hidrológicos, em três trechos:
- das nascentes até a foz do rio Quebra-Dentes (183 km de extensão);
- da foz do rio Quebra-Dentes até a foz do rio Guaporé (207 km de extensão); e
- da foz do rio Guaporé até desaguar no rio Jacuí (140 km de extensão).

### Cheias
Na manhã do dia 2 de maio de 2024, o Rio Taquarí registrou a maior cheia da história no município de Estrela em 150 anos. O nível chegou aos 33,35 m e superou os recordes de 29,92 m (em abril de 1941) e de 29,53 m (em setembro de 2023).